# Juan Almeida Bosque
Juan Almeida Bosque (Havana, 17 de fevereiro de 1927 – Havana, 11 de setembro de 2009) foi um político cubano e um dos comandantes originais da Revolução Cubana.

## Biografia
Juan Almeida é considerado como a terceira figura mais relevante do poder cubano depois de Fidel Castro e seu irmão Raúl Castro. Integrante da luta contra a ditadura de Fulgencio Batista começou sua atividade revolucionária em 1952 participando do assalto ao quartel Moncada em 1953. Destacou-se nas lutas revolucionárias depois do desembarque do Granma destacando-se nelas. Depois do triunfo da Revolução em 1 de janeiro de 1959, Almeida teve numerosas responsabilidades.
Fez parte do Birô Político do Comitê Central do Partido desde sua fundação em 1965 sendo ratificado em todos os congressos. Foi eleito deputado para a Assembleia Nacional e Vice-presidente do Conselho de Estado, desde a primeira legislatura do Parlamento cubano do novo período que se abriu depois do primeiro de janeiro 1959. Foi comandante da Revolução e presidente Associação de Combatentes da Revolução Cubana. Em sua faceta de compositor e escritor, lançou mais de 300 canções e uma dezena de livros.

## Morte
Almeida morreu de um ataque cardíaco em 11 de setembro de 2009. Em 13 de setembro, uma cerimônia memorial foi realizada na Plaza de la Revolución, em Havana, e várias outras foram realizadas em todo o país. Ele recebeu um funeral militar em um mausoléu nas montanhas perto de Santiago de Cuba, uma área em que ele havia lutado durante a revolução. Um dia de luto nacional foi declarado, com bandeiras hasteadas a meio pau.